# Сесто-Календе
Сесто-Календе (итал. Sesto Calende) — коммуна в Италии, располагается в провинции Варесе области Ломбардия.
Население составляет 10 736 человек (2008 г.), плотность населения составляет 449 чел./км². Занимает площадь 24 км². Почтовый индекс — 21018. Телефонный код — 0331.
Покровителем населённого пункта считается святой Бернардин Сиенский.

## Демография
Динамика населения:

## Администрация коммуны
- Официальный сайт: http://www.comune.sesto-calende.va.it/